# Tombe des deux frères
La tombe des deux frères est une ancienne sépulture du cimetière de Deir Rifeh, en Égypte. C'est la tombe des prêtres égyptiens de haut rang Nakht-Ânkh et Khnoum-Nakht, qui date de la XIIe dynastie.

## Propriétaires de la tombe
Nakht-Ânkh et Khnoum-Nakht ne sont connus que par cette sépulture. Ils ne sont pas attestés de façon certaine par d'autres sources. Nakht-Ânkh porte comme seul titre la désignation « fils de gouverneur ». Il est aussi appelé « engendré de Khnoumaa ». Khnoum-Nakht porte les titres de « fils de gouverneur », « petit-fils de gouverneur » et « Prêtre-ouâb de Khnoum », « seigneur de Shashotep ». Il est aussi appelé « engendré de Khnoumaa ». Leurs momies ont été retrouvées fortement décomposées.

### ADN
L'analyse de l'ADN des momies de Nakht-Ânkh et Khnoum-Nakht, inhumées au cimetière de Deir Rifeh, a permis d'établir que les frères appartenaient à l'haplogroupe M1a1 de l'ADN mt avec un degré de confiance de 88,05 à 91,27%, confirmant ainsi les origines des deux individus. L'analyse de l'ADN mitochondrial et des chromosomes Y a permis d'établir que les deux frères étaient en fait des demi-frères, ayant la même mère mais des pères différents.

## Tombeau
La tombe des frères a été trouvée intacte en 1907 par Flinders Petrie au cimetière de Deir Rifeh. Petrie a décrit la sépulture pour la première fois dans son rapport de fouilles de Rifeh. Après que les trouvailles aient été remises au Musée de Manchester, Margaret Murray a publié une monographie sur ce groupe de tombes.
La sépulture des deux individus a été trouvée dans une petite chambre placée dans la cour d'une tombe plus grande, appartenant peut-être autrefois à un gouverneur enterré à Deir Rifeh. La chambre funéraire contenait un ensemble de deux cercueils, un cercueil extérieur en bois et un cercueil intérieur anthropoïde pour chacun des propriétaires de la tombe. Les cercueils sont décorés à l'extérieur d'un motif de façade de palais et de plusieurs lignes de texte. Les cercueils et les textes sont très proches des cercueils trouvés à Assiout et il semble possible qu'ils y aient été produits.

Cercueils des deux frères
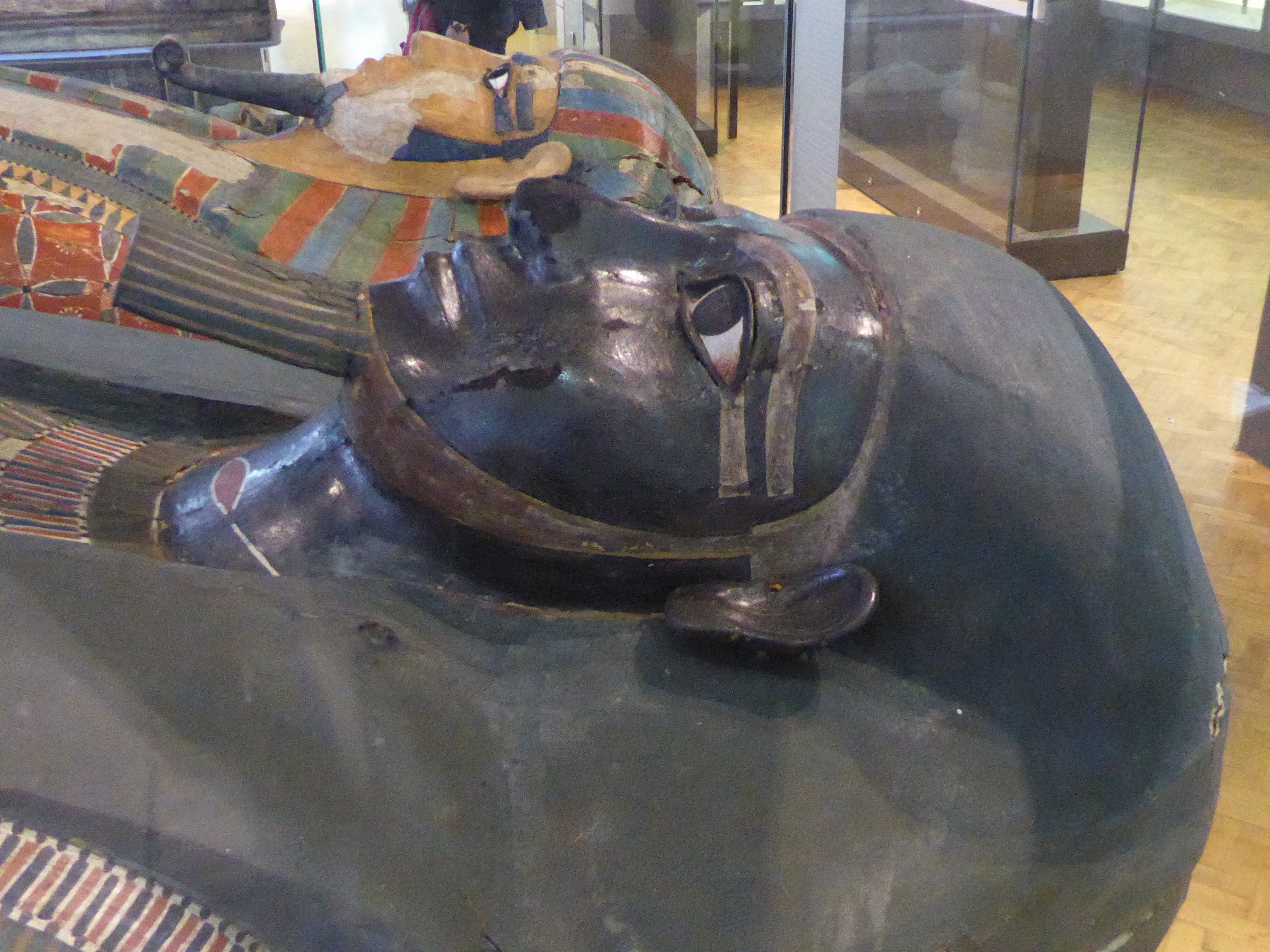
Cercueil de Nakht-Ânkh
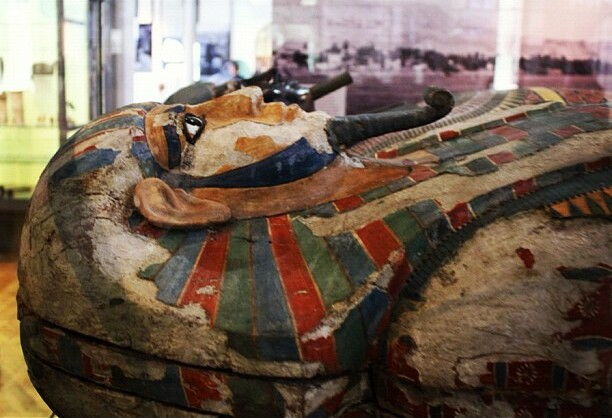
Cercueil de Khnoum-Nakht

### Cercueils de Nakht-Ânkh
Le cercueil extérieur rectangulaire porte sur le couvercle trois colonnes de texte. Sur les côtés de la longueur, il y a quatre colonnes doubles de chaque côté. En haut de ces côtés, on trouve deux lignes de texte horizontales. Les côtés courts comportent deux colonnes et deux lignes de texte horizontales. Sur le couvercle, Nakht-Ânkh porte le titre de « fils de gouverneur » et est appelé « engendré par Khnoumaa ». La colonne centrale du texte est une formule d'offrande s'adressant à Anubis avec le souhait que le défunt puisse traverser avec un bac, qu'il puisse être enterré et qu'il puisse monter vers le grand dieu. Une autre formule exprime le souhait que Nakht-Ânkh puisse s'asseoir dans le bateau du dieu soleil, qui traversera le ciel. De toute évidence, le sort s'assurait que Nakht-Ânkh serait dans le cercle des divinités après la mort. Le troisième sort sur le couvercle exprime enfin le souhait que le défunt devienne le fils de la déesse du ciel Nout pour être sous sa protection Les textes sur la boîte à cercueil ont différentes fonctions. Certains des sorts font partie du corpus moderne des Textes des sarcophages (sur le cercueil se trouvent les sorts 30, 31, 32, 609 et 345). Il est intéressant de noter que le cercueil est presque identique au cercueil d'un certain Djefahapy qui a été trouvé à Assiout.

### Autres objets dans la sépulture
À côté des cercueils, on a trouvé un coffre canope avec quatre vases canopes. Il y avait trois statuettes des propriétaires de la tombe. Il y avait également des maquettes en bois de serviteurs, des maquettes de bateaux et quelques récipients en poterie. L'ensemble du groupe funéraire se trouve maintenant au Musée de Manchester. Ce groupe de tombes est l'une des sépultures les mieux conservées et les plus connues du Moyen Empire.